# Daniela Daubner
Daniela Daubner (* 3. August 1990 in Bietigheim-Bissingen/Baden-Württemberg als Daniela Ferenz), ist eine deutsche Leichtathletin, die sich auf Langsprints und Mittelstreckenläufe spezialisiert hat und auch Staffel läuft.

## Berufsweg
Daniela Daubner machte 2009 Abitur am Alfred-Amann-Gymnasium in Bönnigheim und begann im selben Jahr ein Studium der Verfahrens- und Umwelttechnik an der Hochschule Heilbronn. Dieses schloss sie 2016 mit dem Master of Science erfolgreich ab. Nebenbei betätigt sie sich als Trainerin im Leichtathletik-Schülertraining und arbeitet im Redaktionsteam der vereinsinternen Zeitschrift mit. Daubner arbeitet aktuell als Ingenieurin bei den Stadtwerken Bietigheim-Bissingen.

## Sportliche Laufbahn
Daniela Daubner kam bei der Spvgg Besigheim über Volleyball zur Leichtathletik. Sie begann früh mit Distanzen von 800 und 2000 Metern, stellte jedoch fest, dass ihr kürzere Distanzen mehr liegen.
2008 kam Daubner über 400 Meter schon auf den 5. Platz bei den Deutschen U20-Meisterschaften.
2009 belegte sie bei den Deutschen U23-Meisterschaften nach hartem Training bis zu sechsmal die Woche schon den 3. Platz und holte bei den Deutschen Meisterschaften in Ulm mit der 4-mal-400-Meter-Staffel den Meistertitel der A-Jugend. International kam Daubner bei den U20-Weltmeisterschaften mit der Staffel zunächst auf den 3. Platz. Nachträglich wurde sie Vizemeisterin, nachdem das ukrainische Quartett wegen Dopings von Olha Semljak disqualifiziert worden war. Bei den Jugendmeisterschaften war Daubner dann als Deutsche U20-Vizemeisterin über die 400 Meter erneut vorne mit dabei.
2010 kam sie in der Aktivenklasse bei den Deutschen Meisterschaften mit einer Saisonbestleistung über die 400 Meter auf den 7. Platz.
2011 startete Daubner bei den Deutschen Hochschulmeisterschaften und errang auf den 400 Meter den Vizemeistertitel. Bei den Deutschen U23-Meisterschaften holte sie den 4. Platz.
2012 wurde Daubner Deutsche U23-Meisterin, dann wurde es still um sie.
2015 meldete sich Daubner mit einem 3. Platz bei den Deutschen Hallenmeisterschaften über die 400 Meter zurück.
Bei den Deutschen Meisterschaften kam sie auf den 4. und auf den 5. Platz bei der Team-Europameisterschaft mit der 4-mal-400-Meter-Staffel. In der Mannschaft wurde sie Team-Vizeeuropameisterin.
2016 kam Daubner zweimal auf den 5. Platz, bei den Deutschen Meisterschaften über 400 Meter und mit der 4-mal-400-Meter-Staffel bei den Europameisterschaften in Amsterdam. Anschließend erfolgte ihre Nominierung für die Olympischen Spiele in Rio de Janeiro.
Daubner gehört zum B-Kader des Deutschen Leichtathletik-Verbandes (DLV).
Daniela Daubner startet für die LG Neckar-Enz, einer Leichtathletikgemeinschaft von Spvgg. Besigheim, TSV Bietigheim, TSV Bönnigheim und VfL Gemmrigheim. 2005 ging sie zum TSV Bönnigheim, blieb aber weiterhin Mitglied der Spvgg Besigheim. Seit 2015 startet sie für den TSV Bietigheim.

## Bestleistungen
(Stand: 13. Juli 2016)

Halle
- 400 m: 53,93 s (Karlsruhe 22. Februar 2015)
- 800 m: 2:10,11 min (Karlsruhe 24. Januar 2016)

Freiluft
- 200 m: 24,54 s (Szekszárd, 26. August 2016)
- 300 m: 38,50 s (Pliezhausen, 14. Mai 2017)
- 400 m: 53,20 s (Nürnberg, 25. Juli 2015)
- 600 m: 1:29,32 min (Pliezhausen, 18. Mai 2014)
- 800 m: 2:05,61 min (Waiblingen, 25. Juni 2014)
- 1500 m: 4:27,38 min (Heilbronn, 29. Juni 2014)
- 4 × 400 m: 3:35,66 min (Regensburg, 5. Juli 2016)

## Erfolge
national
- 2008: 5. Platz Deutsche U20-Meisterschaften (400 m)
- 2009: 3. Platz Deutsche U23-Meisterschaften (400 m)
- 2009: Deutsche U20-Meisterin (4 × 400 m)
- 2009: Deutsche U20-Vizemeisterin (400 m)
- 2010: 7. Platz Deutsche Meisterschaften (400 m)
- 2011: Deutsche Hochschulvizemeisterin (400 m)
- 2011: 6. Platz Deutsche Hochschulmeisterschaften (200 m)
- 2011: 4. Platz Deutsche U23-Meisterschaften (400 m)
- 2012: Deutsche U23-Meisterin (400 m)
- 2013: 8. Platz Deutsche Hallenmeisterschaften (400 m)
- 2014: Baden-Württembergische Meisterin (400 m)
- 2015: 3. Platz Deutsche Hallenmeisterschaften (400 m)
- 2015: 4. Platz Deutsche Meisterschaften (400 m)
- 2016: 5. Platz Deutsche Meisterschaften (400 m)

international
- 2009: U20-Vizeeuropameisterin (4 × 400 m)
- 2015: 5. Platz Team-Europameisterschaft (4 × 400 m)
- 2015: Team-Vizeeuropameisterin (Mannschaft)
- 2016: 5. Platz Europameisterschaften (4 × 400 m)